# Mu Geminorum
Mu Geminorum (μ Gem / μ Geminorum), conosciuta anche con il nome tradizionale di Tejat Posterior, è una stella visibile nella costellazione dei Gemelli distante 230 anni luce circa dal sistema solare.

## Osservazione

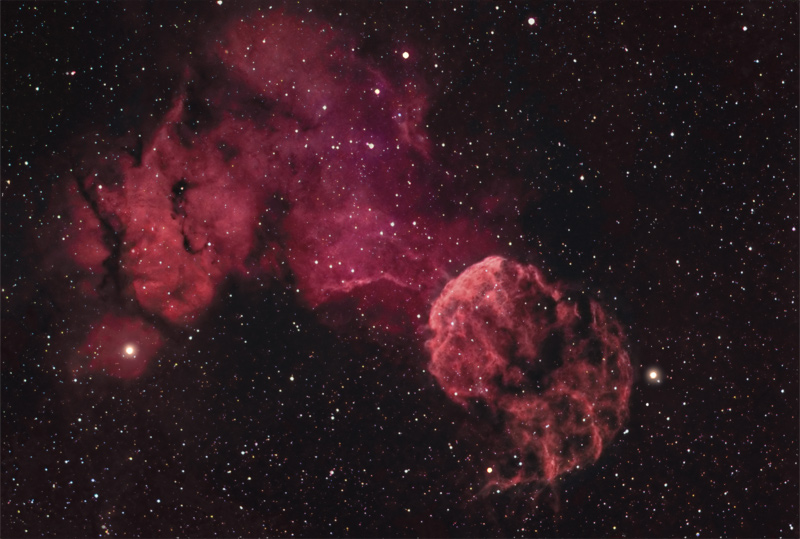
(a sinistra) risulta in primo piano rispetto al complesso nebuloso molecolare di Gemini OB1, del quale non fa parte essendo quest'ultimo molto più distante di quanto non lo sia la stella. Sono visibili nell'immagine anche il resto di supernova IC 443 ed (a destra).

La stella è posta nella parte sud-ovest dei Gemelli, in corrispondenza dei piedi di Castore. Essa inoltre si trova a nord di uno dei più conosciuti asterismi, quello del Triangolo invernale. Avendo declinazione +22°, cioè essendo collocata non lontano all'equatore celeste, benché si tratti di una stella dell'emisfero boreale, è visibile anche in tutte le regioni abitate dell'emisfero australe. Diviene circumpolare solo nelle estreme regioni settentrionali dell'emisfero boreale, oltre il 68º parallelo, ossia nelle parti più settentrionali della Russia, del Canada e della Groenlandia.

## Caratteristiche
Si tratta di una gigante rossa di tipo spettrale M3III ed è una variabile irregolare di tipo LB, con una magnitudine apparente che fluttua tra +2,75 e +3,02 in un periodo principale di circa 27 giorni, e un periodo secondario di circa 2000 giorni.